# Gustaf Ranck
Gustaf Ranck, född omkring 1651, död 28 juni 1709, var en svensk militär.
Gustaf Ranck var son till generalmajor Sven Andersson Ranck och Anna Bergengren. Han blev fänrik vid Älvsborgs regemente 1671, löjtnant där 1676, kaptenlöjtnant 1677, kapten 1680, major 1692 och överstelöjtnant vid Kalmar regemente 1700. Ranck var 1701–1702 kommendant i Libau och var överste och chef för Kalmar regemente 1701–1709. Han deltog bland annat i slaget vid Kliszów och i april 1703 lyckades han föra arméns båtar från Weichsel till Bug och sedan tillbaka. Han beordrades i januari 1709 med sitt regemente till Oposjnja, men kom fram först sedan slaget var avslutat. Han stupade i slaget vid Poltava.